# Nir (Jazd)
Nir (perski: نير) – miasto w Iranie, w ostanie Jazd. W 2006 roku  liczyło 1567 mieszkańców w 503 rodzinach.